# Grafmonument van de familie De Stuers
Het grafmonument van de familie De Stuers op de Algemene Begraafplaats Tongerseweg in de Nederlandse stad Maastricht is een rijksmonument.

## Beschrijving
Het grafteken, een hardstenen obelisk, werd in 1861 opgericht voor Hubert de Stuers. De met smeedijzeren kruis bekroonde gedenknaald heeft een getrapte voet. Aan de voet zijn op de vier hoeken kanonvormige zuiltjes geplaatst. Het geheel staat op een van de centrale pleinen op de begraafplaats.
Op het gedenkteken zijn twee gedenkschriften aangebracht. Aan de zuidzijde: "Hier rusten / Hubert Jan Josef Lambert / RIDDER DE STUERS / Generaal-majoor Kommandant van het / Nederlandsch Oost Indisch Leger / Geb. Roermond 16 nov. 1788 / Overl. te Maastricht 13 april 1861 en zijne echtgenoote vrouwe / Hortense Josefine Constance / BEIJENS / Geb. te Brussel 20 nov. 1814 / Overl. te Parijs 28 mei 1869".

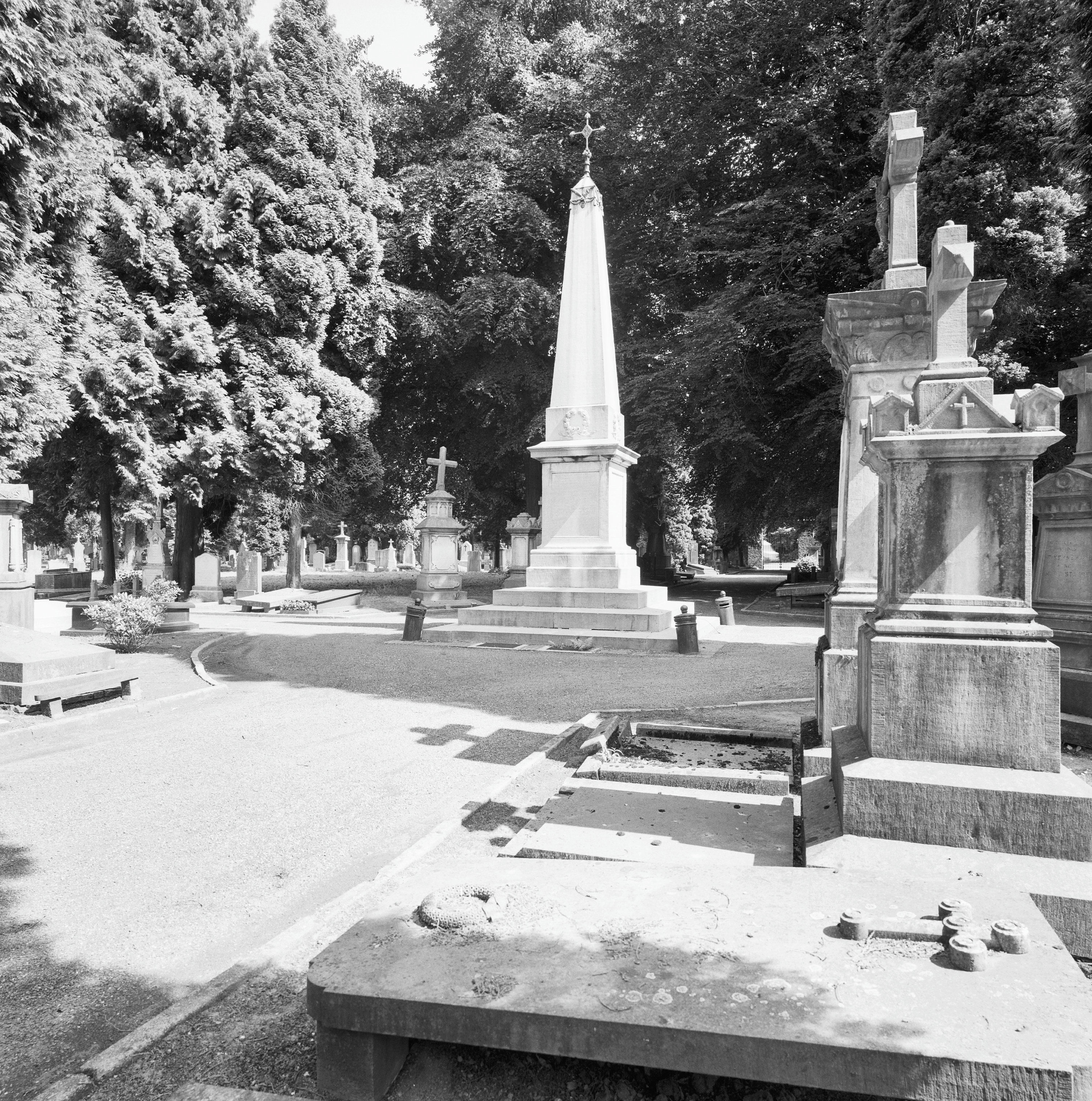

Aan de oostzijde een gedenkschrift voor Victor de Stuers, die wordt beschouwd als oprichter van de Nederlandse monumentenzorg: "Jonkvrouwe Aurelia Carolina / Gravin van Limburg Stirum / echtgenoote van jhr. mr. Victor de Stuers / geboren te 's Gravenhage 6 mei 1853 / overleden aldaar 8 februari 1906 / Jonkheer Meester Victor Eugene Louis / de STUERS / Lid van de Tweede Kamer der Staten-Generaal / Oud Administrateur / der afdeling Kunsten en Wetenschappen / bij het Departement van Binnenlandse Zaken / Weduwnaar van Aurelia Carolina Gravin van Limburg Stirum / Geboren te Maastricht 20 October 1843 / Overleden te 's Gravenhage 21 maart 1916".

## Waardering
Het grafmonument werd in 1997 als rijksmonument in het Monumentenregister opgenomen vanwege de "cultuurhistorische waarde als bijzondere uitdrukking van een culturele, sociale, geestelijke en typologische ontwikkeling. De architectuurhistorische waarden worden bepaald door de vormgeving, de esthetische kwaliteiten en het materiaalgebruik. 
Het grafmonument van De Stuers is een zeer belangrijk onderdeel van de begraafplaats aan de Tongerseweg en heeft als zodanig een historisch-ruimtelijke relatie met de aanleg van de begraafplaats. Het grafmonument is in hoge mate gaaf en beschikt over een zeer hoge mate van typologische zeldzaamheid."